# Heinz-Hopf-Preis
Der Heinz-Hopf-Preis ist ein Mathematik-Preis, der alle zwei Jahre im Rahmen der Heinz-Hopf-Vorlesungen an der ETH Zürich verliehen wird. Der Preis hat einen Wert von 30.000 Schweizer Franken und wird für herausragende Arbeiten auf dem Gebiet der Reinen Mathematik vergeben. Er ist nach dem Mathematiker Heinz Hopf benannt.
Der Preis wurde im Jahr 2009 zum ersten Mal verliehen. Das Preisgeld wurde von Dorothee und Alfred Aeppli gestiftet.
Die Vorschläge für die Wahl derjenigen, die mit dem Preis ausgezeichnet werden, trifft das Heinz-Hopf-Preis-Komitee, dessen Mitglieder im Jahre 2009 Gisbert Wüstholz von der ETH Zürich, Erwin Bolthausen von der Universität Zürich, Gerhard Huisken von der Max-Planck-Gesellschaft, Frances Kirwan von der University of Oxford und Horst Knörrer von der ETH Zürich waren.
Die Heinz-Hopf-Vorlesungen sind unabhängig vom Preis und existieren schon länger an der ETH. Sie wurden zum Beispiel 2001 von Don Zagier, 2003 von Helmut Hofer und 2005 von Curtis T. McMullen gehalten. Die Preisträger des Heinz-Hopf-Preises geben aber auch eine Hopf-Vorlesung, ab 2025 zwei Vorlesungen. Davon zu unterscheiden ist die Heinz Hopf Lectureship, ein Stipendium für Post-Doktoranden an der ETH.

## Preisträger
| Jahr | Name                 | Institut                                            | Titel der Vorlesungen |
| ---- | -------------------- | --------------------------------------------------- | --- |
| 2009 | Robert MacPherson    | Institute for Advanced Study, Princeton             | How nature tiles space |
| 2011 | Michael Rapoport     | Universität Bonn                                    | How geometry meets arithmetic |
| 2013 | Yakov Eliashberg     | Stanford University                                 | From Dynamical Systems to Geometry and Back                                                                                                  |
| 2013 | Helmut Hofer         | Institute for Advanced Study                        | From Dynamical Systems to Geometry and Back                                                                                                  |
| 2015 | Claire Voisin        | Institut de Mathématiques de Jussieu, Paris, France | Diagonals in algebraic geometry |
| 2017 | Richard Schoen       | University of California, Irvine                    | How curvature shapes space |
| 2019 | Ehud Hrushovski      | University of Oxford                                | Logic and geometry: the model theory of finite fields and difference fields                                                                  |
| 2021 | Jean-Pierre Demailly | Université Grenoble Alpes                           | wegen der Corona-Pandemie ausgefallen |
| 2023 | Lai-Sang Young       | Courant Institute, New York                         | I: What happens when oscillators are disturbed? II: Typical trajectories and observable events in deterministic and random dynamical systems |
| 2025 | Vladimír Šverák      | University of Minnesota                             | |